# Schistidium spinosum
Schistidium spinosum là một loài Rêu trong họ Grimmiaceae. Loài này được H.H. Blom & Luth mô tả khoa học đầu tiên năm 2002.